# Campeonato da NACAC de Atletismo Sub-23 de 2008
A 5ª edição do Campeonato da NACAC de Atletismo Sub-23 foi um campeonato de atletismo organizado pela NACAC no Estádio Universitário Alberto Chivo Cordova, na cidade de Toluca, no México, entre 18 a 20 de julho de 2008. O campeonato contou com a participação de 258 atletas de 19 nacionalidades distribuídos em 44 provas, com destaque para os Estados Unidos com 62 medalhas no total, sendo 28 de ouro. 

## Medalhistas
Resultados completos foram publicados. 

### Masculino
| Evento                      | Ouro                                                                        | Ouro            | Prata                                                                                 | Prata            | Bronze                                                                                  | Bronze          |
| --------------------------- | --------------------------------------------------------------------------- | --------------- | ------------------------------------------------------------------------------------- | ---------------- | --------------------------------------------------------------------------------------- | --------------- |
| 100 metros                  | J-Mee Samuels (USA)                                                         | 10.09           | Evander Wells (USA)                                                                   | 10.15            | Rolando Palacios (HON)                                                                  | 10.22           |
| 200 metros                  | Evander Wells (USA)                                                         | 20.34           | Rolando Palacios (HON)                                                                | 20.40            | Sam Effah (CAN)                                                                         | 20.95           |
| 400 metros                  | LeJerald Betters (USA)                                                      | 44.75           | Tabarie Henry (ISV)                                                                   | 45.37            | Jamil Hubbard (USA)                                                                     | 45.96           |
| 800 metros                  | Rob Novak (USA)                                                             | 1:50.22         | Tayron Reyes (DOM)                                                                    | 1:50.31          | Carlos Phillips (USA)                                                                   | 1:50.51         |
| 1 500 metros                | Josué Ramírez (MEX)                                                         | 3:51.52         | Andrew Acosta (USA)                                                                   | 3:52.17          | Diego Alberto Borrego (MEX)                                                             | 3:55.70         |
| 5 000 metros                | José Mireles (MEX)                                                          | 15:10.96        | Aldo Saúl Vega (MEX)                                                                  | 15:22.32         | Estuardo Palacios (GUA)                                                                 | 16:07.87        |
| 10 000 metros               | Ismael Apolo Mondragón (MEX)                                                | 32:10.86        | Isaul Hernández (MEX)                                                                 | 32:34.51         | Geremías Saloj (GUA)                                                                    | 33:49.30        |
| 20 km marcha atlética       | Éder Sánchez (MEX)                                                          | 1:30:46.78      | David Mejía (MEX)                                                                     | 1:31:41.19       | Aníbal Paau (GUA)                                                                       | 1:35:38.20      |
| 110 metros barreiras        | Jason Richardson (USA)                                                      | 13.32           | Ryan Brathwaite (BAR)                                                                 | 13.50            | Ronnie Ash (USA)                                                                        | 13.72           |
| 400 metros barreiras        | Justin Gaymon (USA)                                                         | 49.50           | Nic Robinson (USA)                                                                    | 50.74            | Camilo Quevedo (GUA)                                                                    | 51.92           |
| 3.000 metros com obstáculos | Josafath González (MEX)                                                     | 9:15.04         | Kyle Heath (USA)                                                                      | 9:24.52          | Aroon Arías (MEX)                                                                       | 9:38.82         |
| 4×100 metros estafetas      | Estados Unidos · Jeremy Hall · Teddy Williams · Chris Dykes · J-Mee Samuels | 38.39           | Canadá · Shannon King · Adam Johnson · Gavin Smellie · Sam Effah                      | 39.31            | Ilhas Caimã · Adolphus Rhymiech · Tyrell Cuffy · Carlos Morgan · Carl Morgan            | 39.68           |
| 4×400 metros estafetas      | Jamaica · Riker Hylton · Teo Bennett · Michael Mason · Tarik Edwards        | 3:05.61         | República Dominicana · Kelvin Herrera · Tayron Reyes · Joel Hernández · Orlando Frías | 3:05.80          | México · Javier Mahonri Carrasco · Erick García · Osvaldo Chávez · Víctor Antonio Gómez | 3:13.83         |
| Salto em altura             | Joe Kindred (USA)                                                           | 2.27m =         | Darwin Edwards (LCA)                                                                  | 2.22m            | Jamal Wilson (BAH)                                                                      | 2.23m           |
| Salto com vara              | Jordan Scott (USA)                                                          | 5.50m           | Mitch Greeley (USA)                                                                   | 5.20m            | Taylor Petrucha (CAN)                                                                   | 5.10m           |
| Salto em comprimento        | Matt Turner (USA)                                                           | 7.96m           | Andre Black (USA)                                                                     | 7.83m            | Carlos Jorge (DOM)                                                                      | 7.61m           |
| Salto triplo                | Andre Black (USA)                                                           | 15.91 (1.2 m/s) | Nkosinza Balumbu (USA)                                                                | 15.78 (-1.8 m/s) | Carl Morgan (CAY)                                                                       | 15.76 (0.9 m/s) |
| Arremesso de peso           | Ryan Whiting (USA)                                                          | 19.46m          | John Hickey (USA)                                                                     | 17.97m           | Raymond Brown (JAM)                                                                     | 16.95m          |
| Lançamento de disco         | Matt Lamb (USA)                                                             | 58.70m          | Ryan Whiting (USA)                                                                    | 53.47m           | Adonson Shallow (VIN)                                                                   | 50.91m          |
| Lançamento do martelo       | Sean Steacy (CAN)                                                           | 65.30m          | John Freeman (USA)                                                                    | 63.70m           | Matt Wauters (USA)                                                                      | 59.61m          |
| Lançamento do dardo         | Chris Hill (USA)                                                            | 80.51m          | Corey White (USA)                                                                     | 78.52m           | Juan José Méndez (MEX)                                                                  | 69.67m          |
| Decatlo                     | Raven Cepeda (USA)                                                          | 7504 pts        | Nick Adcock (USA)                                                                     | 7354 pts         | Reid Gustavson (CAN)                                                                    | 6959 pts        |

### Feminino
| Evento                      | Ouro                                                                                   | Ouro     | Prata                                                                             | Prata    | Bronze                                                                               | Bronze   |
| --------------------------- | -------------------------------------------------------------------------------------- | -------- | --------------------------------------------------------------------------------- | -------- | ------------------------------------------------------------------------------------ | -------- |
| 100 metros                  | Schillonie Calvert (JAM)                                                               | 11.24    | Tawanna Meadows (USA)                                                             | 11.36    | Samantha Henry (JAM)                                                                 | 11.39    |
| 200 metros                  | Leslie Cole (USA)                                                                      | 22.92    | Schillonie Calvert (JAM)                                                          | 23.33    | Mariely Sánchez (DOM)                                                                | 23.50    |
| 400 metros                  | Bobby-Gaye Wilkins (JAM)                                                               | 51.34    | Anastasia Le-Roy (JAM)                                                            | 52.21    | Jenna Martin (CAN)                                                                   | 52.45    |
| 800 metros                  | Geena Gall (USA)                                                                       | 2:10.32  | Lemlem Beriket (CAN)                                                              | 2:10.64  | Cristina Guevara (MEX)                                                               | 2:10.93  |
| 1 500 metros                | Nicole Edwards (CAN)                                                                   | 4:36.27  | Lauren Hagans (USA)                                                               | 4:36.50  | Anayeli Navarro (MEX)                                                                | 4:48.86  |
| 5 000 metros                | Gwen Jorgensen (USA)                                                                   | 18:04.56 |                                                                                   |          |                                                                                      |          |
| 10 000 metros               | Meghan Armstrong (USA)                                                                 | 37:31.28 | Morgan Haws (USA)                                                                 | 37:33.42 |                                                                                      |          |
| 10 km marcha atlética       | Maria Pérez (MEX)                                                                      | 49:50.63 | Tatiana González (MEX)                                                            | 49:57.22 | Le'erin Voss (USA)                                                                   | 55:39.66 |
| 100 metros barreiras        | Tiffany Ofili (USA)                                                                    | 12.82    | Kristi Castlin (USA)                                                              | 13.21    | Latoya Greaves (JAM)                                                                 | 13.51    |
| 400 metros barreiras        | Nickiesha Wilson (JAM)                                                                 | 55.78    | Nicole Leach (USA)                                                                | 57.05    | Yolanda Osana (DOM)                                                                  | 58.74    |
| 3.000 metros com obstáculos | Nicole Bush (USA)                                                                      | 10:42.17 | Bridget Franek (USA)                                                              | 11:12.65 | Carolyn Ellis (CAN)                                                                  | 11:49.78 |
| 4×100 metros estafetas      | Estados Unidos · Jessica Onyepunuka · Tawanna Meadows · Lynne Layne · Scottesha Miller | 43.64    | Jamaica · Samantha Henry · Latoya Greaves · Schillonie Calvert · Anastasia Le-Roy | 43.73    | República Dominicana · Fany Chalas · Yolanda Osana · Wendy Reynoso · Mariely Sánchez | 46.23    |
| 4×400 metros estafetas      | Jamaica · Christine Day · Bobby-Gaye Wilkins · Anastasia Le-Roy · Nickiesha Wilson     | 3:27.46  | Estados Unidos · Brandi Cross · Kenyata Coleman · Danielle Brown · Nicole Leach   | 3:28.25  | Canadá · Jenna Martin · Nicole Edwards · Lemlem Beriket · Amonn Nelson               | 3:35.26  |
| Salto em altura             | Jillian Drouin (CAN)                                                                   | 1.85m    | Becky Christensen (USA)                                                           | 1.82m    | Fabiola Elizabeth Ayala (MEX)                                                        | 1.79m    |
| Salto com vara              | Katie Stripling (USA)                                                                  | 4.35m    | Heather Hamilton (CAN)                                                            | 4.00m    | Leah Vause (CAN)                                                                     | 4.00m    |
| Salto em comprimento        | Jeomi Maduka (USA)                                                                     | 6.66m    | Natasha Harvey (USA)                                                              | 6.56m    | Bianca Stuart (BAH)                                                                  | 6.37m    |
| Salto triplo                | Crystal Manning (USA)                                                                  | 13.52m   | Tamara Highsmith (USA)                                                            | 13.11m   | Shara Proctor (AIA)                                                                  | 13.11m   |
| Arremesso de peso           | Sarah Stevens (USA)                                                                    | 16.04m   | Keisha Walkes (BAR)                                                               | 15.98m   | Aja Evans (USA)                                                                      | 15.34m   |
| Lançamento de disco         | D'Andra Carter (USA)                                                                   | 52.92m   | Annie Hess (USA)                                                                  | 52.13m   | Iraís Estrada (MEX)                                                                  | 46.02m   |
| Lançamento do martelo       | Sarah Stevens (USA)                                                                    | 62.79m   | Loren Groves (USA)                                                                | 61.45m   | Aline Huerta (MEX)                                                                   | 52.77m   |
| Lançamento do dardo         | Liz Gleadle (CAN)                                                                      | 51.76m   | Ruby Radocaj (USA)                                                                | 50.72m   | Katie Coronado (USA)                                                                 | 49.41m   |
| Heptatlo                    | Jillian Drouin (CAN)                                                                   | 5714 pts | Bettie Wade (USA)                                                                 | 5511 pts | Marrissa Harris (USA)                                                                | 5509 pts |

## Quadro de medalhas
| Ordem | País                                | Medalha de ouro | Medalha de prata | Medalha de bronze | Total |
| ----- | ----------------------------------- | --------------- | ---------------- | ----------------- | ----- |
| 1     | Estados Unidos                      | 28              | 26               | 8                 | 62    |
| 2     | México                              | 6               | 4                | 9                 | 19    |
| 3     | Canadá                              | 5               | 3                | 7                 | 15    |
| 4     | Jamaica                             | 5               | 3                | 3                 | 11    |
| 5     | República Dominicana                | 0               | 2                | 4                 | 6     |
| 6     | Barbados                            | 0               | 2                | 0                 | 2     |
| 7     | Honduras                            | 0               | 1                | 1                 | 2     |
| 8     | Santa Lúcia                         | 0               | 1                | 0                 | 1     |
| 8     | Ilhas Virgens Americanas            | 0               | 1                | 0                 | 1     |
| 10    | Guatemala                           | 0               | 0                | 4                 | 4     |
| 11    | Bahamas                             | 0               | 0                | 2                 | 2     |
| 11    | Ilhas Caimã                         | 0               | 0                | 2                 | 2     |
| 13    | Federação dos Jogos da Commonwealth | 0               | 0                | 1                 | 1     |
| 13    | São Vicente e Granadinas            | 0               | 0                | 1                 | 1     |
| Total | Total                               | 44              | 43               | 42                | 129   |

## Participação
20 países foram relatados para participar.  No entanto, uma contagem não oficial através das listas de resultados  resultou em 258 atletas participantes de apenas 19 países:
| - Anguila (1) - Bahamas (7) - Barbados (6) - Belize (4) - Canadá (22) | - Ilhas Cayman (5) - Costa Rica (7) - República Dominicana (22) - Guatemala (9) - Haiti (1) | - Honduras (4) - Jamaica (20) - México (63) - Antilhas Holandesas (2) - São Cristóvão e Nevis (2) | - Santa Lúcia (2) - São Vicente e Granadinas (3) - Estados Unidos (74) - U.S. Ilhas Virgens (4) |

Legenda
| Recorde mundial       | Recorde mundial (World record)               |                       | Recorde africano                      | Recorde africano (African) |                                           | Q | Classificado por posição (Qualified) |
| Recorde do campeonato | Recorde do campeonato (Championship record)  | Recorde da América    | Recorde da América (Americas)         | q                          | Classificado por melhor tempo (Qualified) |   |                                      |
| Melhor marca do ano   | Melhor marca do ano (World leading)          | Recorde asiático      | Recorde asiático (Asian)              | DNS                        | Não largou (Did not start)                |   |                                      |
| Recorde nacional      | Recorde nacional (National record)           | Recorde europeu       | Recorde europeu (European)            | DNF                        | Não terminou (Did not finish)             |   |                                      |
| Recorde pessoal       | Recorde pessoal do atleta (Personal best)    | Recorde da Oceania    | Recorde da Oceania (Oceania)          | DSQ / DQ                   | Desclassificado (Disqualified)            |   |                                      |
| Recorde da temporada  | Recorde da temporada do atleta (Season best) | Recorde sul-americano | Recorde sul-americano (South America) | NM                         | Sem marca (No mark)                       |   |                                      |